# 실리콘 밸리 (시트콤)
《실리콘 밸리》(영어: Silicon Valley)는 2014년부터 2019년까지 HBO에서 방영된 시트콤이다.